# 儒尔当大道

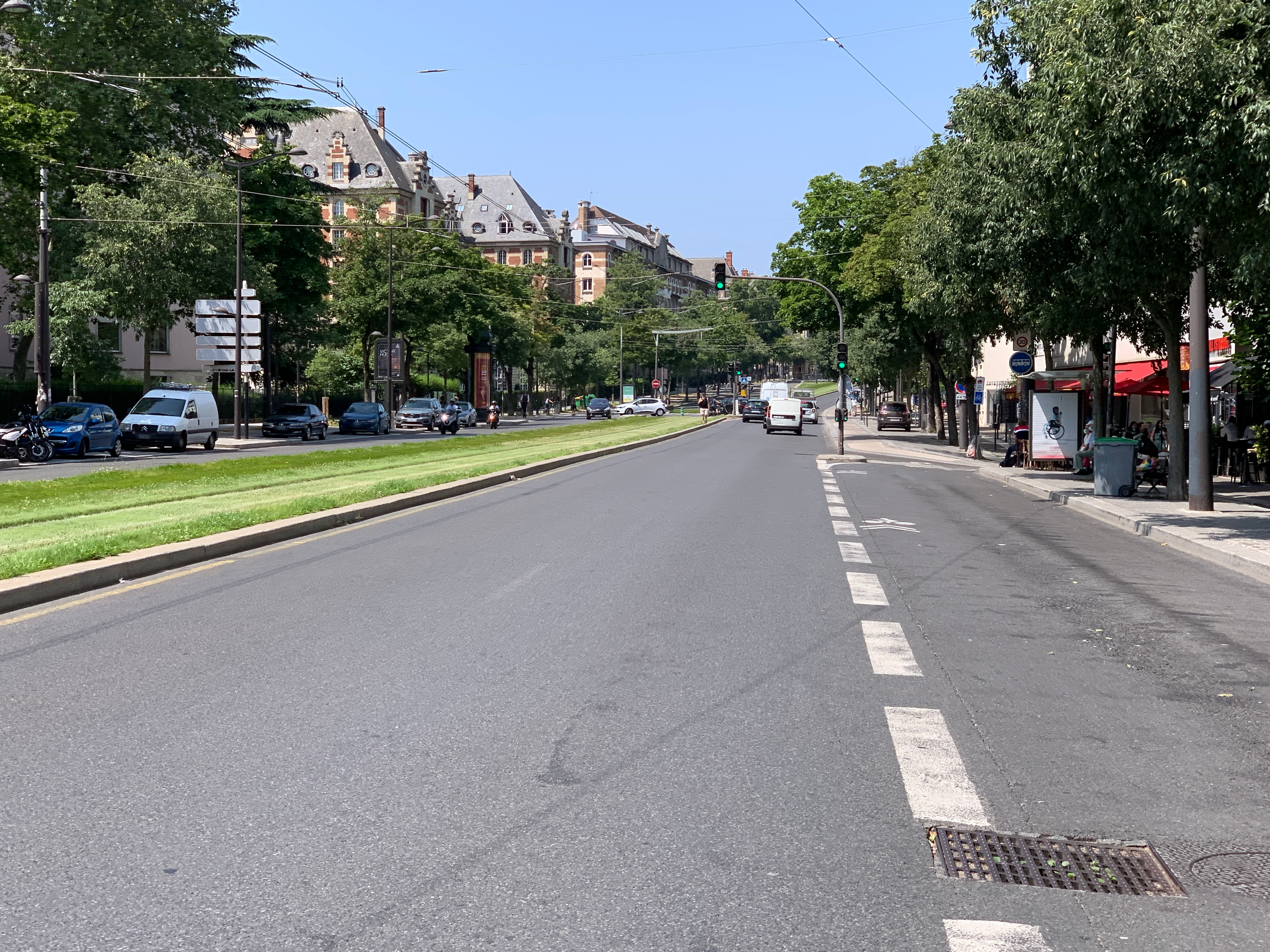
儒爾當大道（2021年7月）

儒尔当大道（Boulevard Jourdan）是巴黎十四区的一条街道，也是巴黎环城的元帅大道（boulevards des Maréchaux）的一部分。

## 位置
儒尔当大道开始于皮埃尔·德·顾拜旦大街（avenue Pierre-de-Coubertin）及穆切兹上将路（rue de l'Amiral-Mouchez）98号，穿过阿尔克伊门（porte d'Arcueil），最后到达奥尔良门（porte d'Orléans），即勒克莱尔将军大街（Avenue du Général-Leclerc）的终点（129号）及1944年8月25日广场（place du 25-Août-1944）1号，接布律纳大道（boulevard Brune）。长1430米，宽40米。
儒尔当大道现在有法兰西岛有轨电车3号线a线经过。附近的地铁站有奥尔良门站，此外还有大区快铁B线的大学城站（Cité universitaire），位于巴黎国际大学城。

## 名称
1804年，该路以让-巴普蒂斯·茹尔当 (1762-1833年)元帅命名。

## 历史
儒尔当大道是元帅大道的一部分，开辟于1861年，沿着梯也尔城墙内侧。

## 建筑
- 6号:
- 7号:
- 17号: 巴黎国际大学城（Cité internationale universitaire de Paris）
- 42号:
- 48号: 巴黎高等師範學院（École normale supérieure）和巴黎经济学院（École d'économie de Paris）

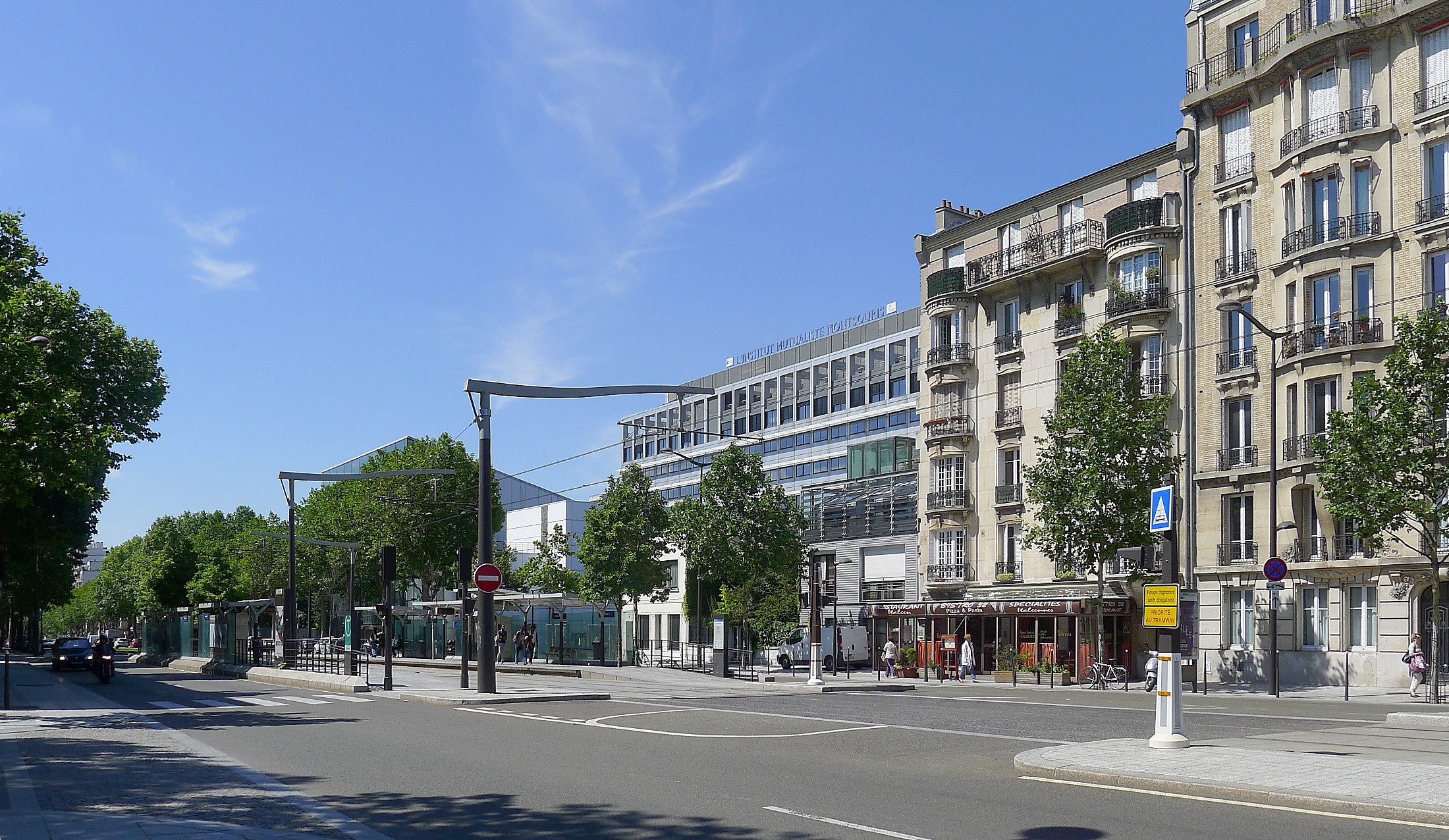
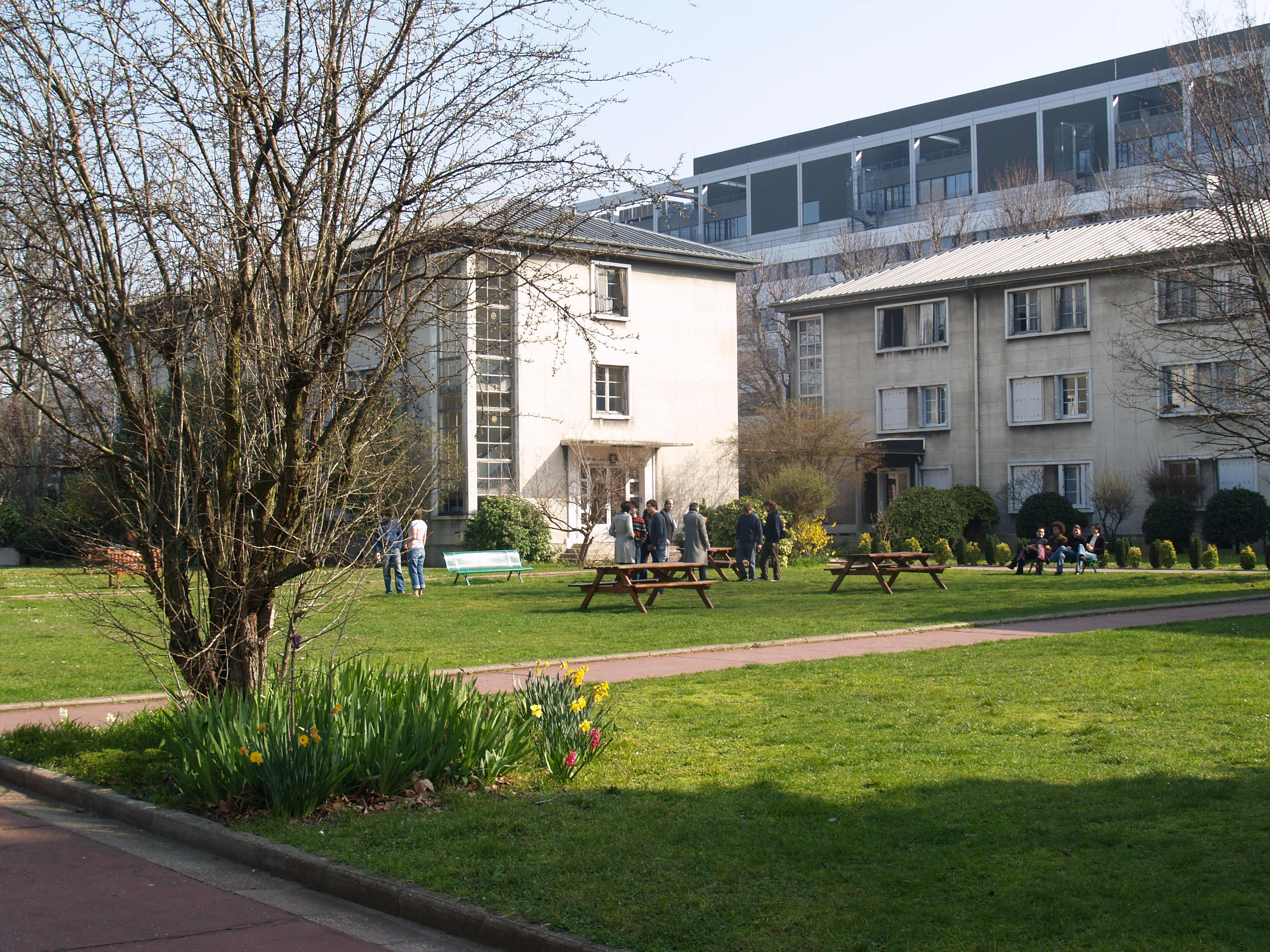
巴黎高等師範學院儒尔当校区
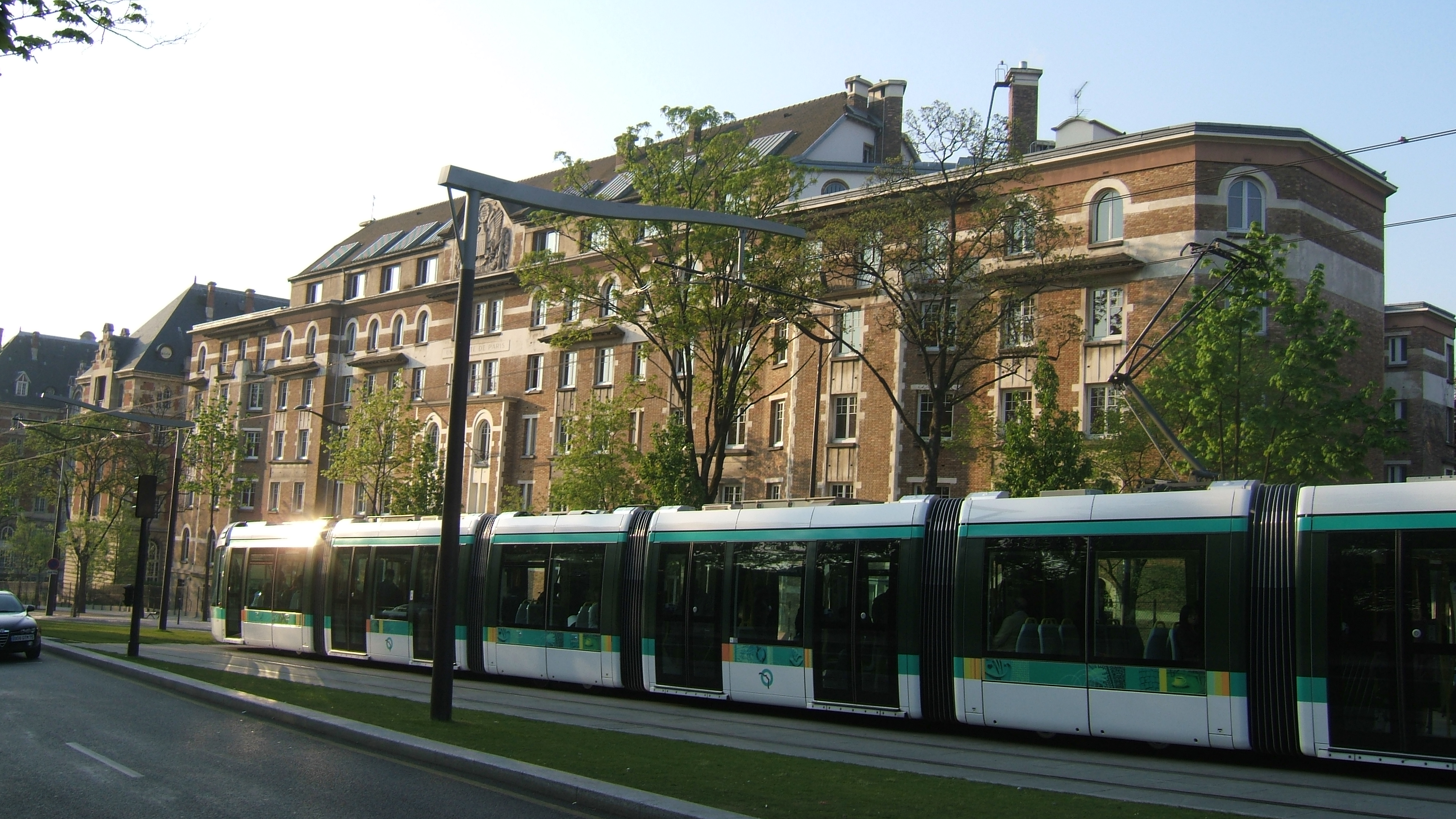
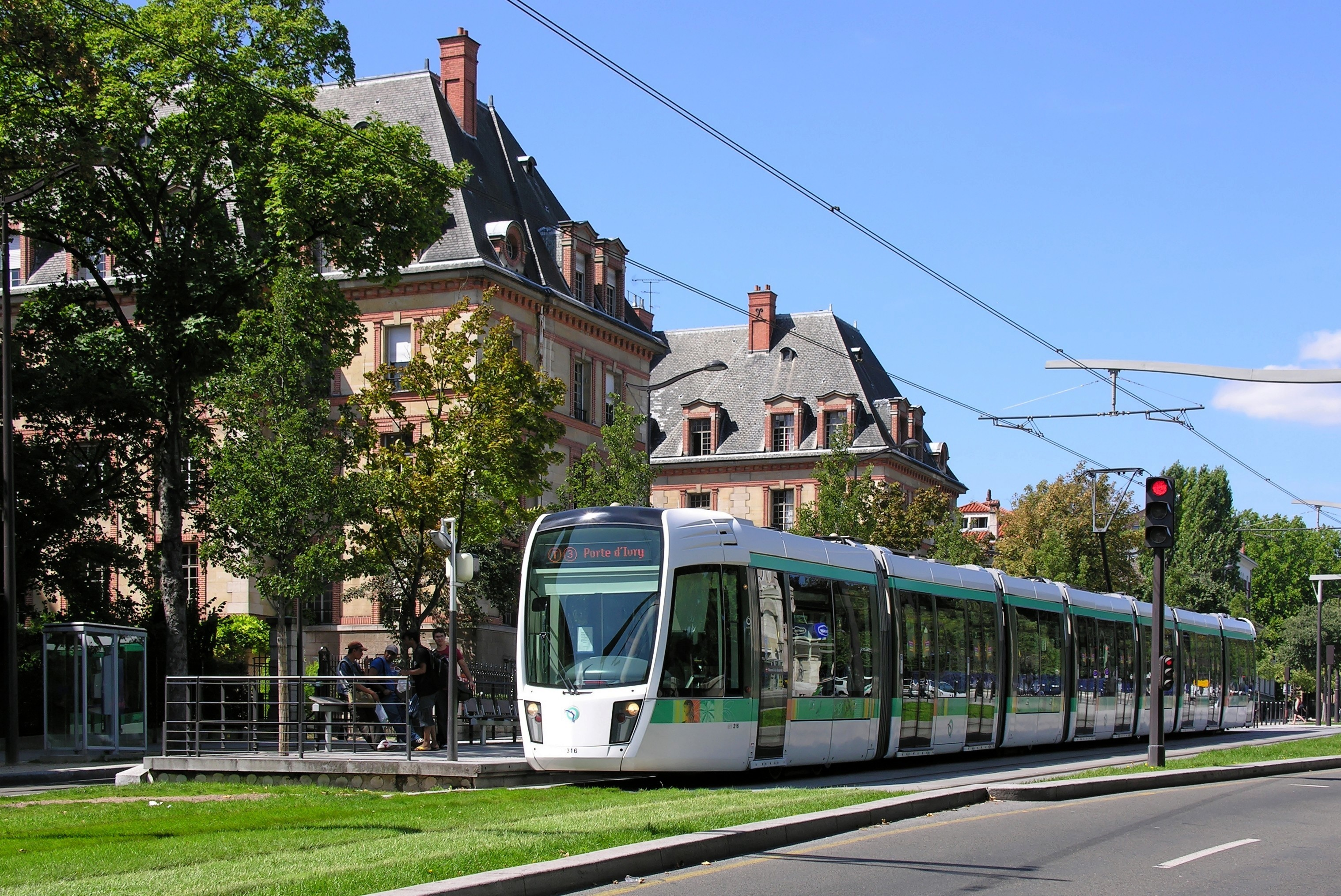
巴黎国际大学城